# Avella
Avella, under antiken kallad Abella och Avella Vecchia, är en stad och kommun i provinsen Avellino i Kampanien i Italien. Kommunen hade 7 810 invånare (2017).
Cippus Abellanus är en gränssten på oskiskiska som definierar vad som gäller i gränsområdet mellan städerna Nola och Abella.